# آنا صوفي أميرة الدنمارك
آنا صوفي أميرة الدنمارك (بالدنماركية: Anna Sophie af Danmark)‏ (1 سبتمبر 1647 - 1 يوليو 1717) كانت الابنة البكر لفريدريك الثالث ملك الدنمارك والنرويج وزوجته صوفي أمالي من برونزويك-لونبورغ.، وأيضا أصبحت ناخبة ساكسونيا القرينة من خلال زواجها من يوهان غيورغ الثالث.

## السيرة الذاتية
ولدت آنا صوفي في فلنسبورغ هي الابنة الكبرى لـ فريديريك الثالث ملك الدنمارك-النرويج وزوجته صوفي أمالي من براونشفايغ-لونبورغ شقيقة إرنست أوغست ناخب هانوفر؛ شقيقها الأكبر كان كريستيان؛ توفي جدها لأبيه عندما كانت في ستة أشهر فقط، بذلك خلفه والدها، أيضا كان لوالديها ستة أبناء، أثنين منهم توفوا صغار؛ وما الأخرين هم فريدريكا أمالي وفيلهيلمين إرنستين والأمير جورج وأولريكا إليونورا.
كانت بالإضافة إلى لغتها الأم الدنماركية كانت تعرف الألمانية واللاتينية والفرنسية والإسبانية والإيطالية بحيث أنها حصلت على تعليم جيد، منذ 1662 بدأت مفاوضات الزواج بحيث إلتقت لأول مرة زوجها المستقبلي يوهان غيورغ أثناء زيارته مع والدته إلى الدنمارك، ومع العام التالي أصبحت مخطوبة له بعد تكرار الزيارة مع والدته إلى الدنمارك، وأخيراً بعد ثلاثة سنوات في 9 أكتوبر 1666 تزوجت منه، وعلى الرغم أن علاقة الزواج لم تكن جيدة بينهم لأن زوجها أصبح لديه ابن غير شرعي وربما ابنة غير شرعية، ومع ذلك أيضا كانت علاقتها مع أبنائها متوترة إلى حد ما.
توفي والدها في 9 فبراير 1670 وخلفه شقيقها كريستيان الخامس؛ كانت هناك مراسلات بينهما حتى وصل حد إلى مناقشة بعض المسائل السياسية، وأيضا في ذاك العام زارت الدنمارك وأعربت تعاطفها مع عمتها السجينة ليونورا كريستينا أولفيلد.
ومع حلول 1680 أصبح ناخبة ساكسونيا القرينة؛ في حين أصبحت شقيقتها الصغرى فيلهيلمين إرنستين أرملة ناخب بالاتينات في 1685، وجاءت للعيش معها في ساكسونيا، أرادت الناخبة آنا صوفي أن تخطب الأميرة صوفي هيدفيغ من الدنمارك لابنها البكر يوهان غيورغ مع ذلك كانت هذه الخطبة ضد الإرادة البلاط الساكسوني، ولكن عندما خلف والده كناخب ساكسونيا تم بكسر الخطبة.
مع حلول 1692 توفي زوجها من مرض وبائي ربما الكوليرا أو الطاعون ودفن في كاتدرائية فرايبرغ، حاولت آنا صوفي إنهاء علاقة الحب بين ابنها البكر الآن يوهان غيورغ الرابع ناخب ساكسونيا وعشيقته ماغدالين سيبيل «بيلا» فون نيدشوتس الذي أصبح يعيش معها في العلن بعد وفاة والده؛ على الرغم من أن والده حاول أيضا التفريق بينهما، ربما يرجع السبب إلى مخاوفه من وجود علاقة دم وثيقة بينهما؛ لأن ماغدالين ربما تكون ابنته من خلال أحد عشيقاته، وبالتالي تعتبر أخت يوهان غيورغ الرابع، ومع ذلك ربما يكون يوهان غيورغ جاهلاً بالموضوع حول ارتكاب معها زنا المحارم، أو أنه تجاهل الموضوع باعتباره إشاعة خيبثة.
ومع ذلك أستطعت الناخبة-الأرملة أجبر ابنها على الزواج من الأرملة إليونور إردموث من ساكس-إيزباخ، ومع ذلك أثبت هذا الزواج بأنه كارثي، فمع ذلك لم يتخلى يوهان غيورغ عن عشيقه أبداً وفي النهاية حاول قتلها لتمكن من الزواج من عشيقته، على الرغم زوجته أجهضت مرتين، إلا أن عشيقته استطعت انجاب له ابنة، ومع حلول 1694 أُصيبت عشيقته بالجدري وتوفيت في 4 أبريل وبعد أقل شهر توفي يوهان غيورغ هو الآخر من نفس المرض، بعد وفاته دون وريث شرعي، خلفه ابنها الثاني فريدرخ أوغست الأول الذي تولى الوصاية على ابنته التي عاشت معهم في البلاط الانتخابي.
بعد ثلاث سنوات من انتخابه أصبح ابنها أحد المرشحين لخلافة يان الثالث سويباسكي في بولندا وليتوانيا، وبما أنه بروتستانتي لا يمكنه الترشيح على اللقب، ولأجل ضمان العرش أعلن تحوله إلى الرومانية الكاثوليكية والتي كانت بمثابة صدمة في أوروبا البروتستانتية ولعائلته أيضا.
الناخبة آنا على الفور قامت باحضار الوريث فريدرخ أوغست لكي يترعرع معها، رفضت الناخبة آنا صوفي في انصياع في دخول في مذهب ابنها الجديد، وكذلك رفضت زوجته كريستينه ايبرهاردينه من براندنبورغ-بايرويت الكاثوليكية؛ بقيت هي وكنتها على المذهب البروتستانتي مما أدى إلى اكتسابهما شعبية هائلة في ساكسونيا، فعلى الرغم من أن حفيدها لاحقاً سيصبح كاثوليكياً أيضا.
في سنواتها الأخيرة عاشت مع شقيقته فيلهيلمين إرنستين في فلعة ليختنبرغ وتوفيت في برتين.

## الأسرة
انجبت آنا صوفي ابنين:-
1. يوهان غيورغ الرابع، ناخب ساكسونيا (18 أكتوبر 1668 - 28 مايو 1694).
2. فريدرش أوغسطس الثاني، ملك بولندا وناخب ساكسونيا (22 مايو 1670 - 1 فبراير 1733)؛ تحول لاحقاً إلى الكاثوليكية.